# Horst Göring
Horst Göring (* 14. Mai 1932 in Landsberg an der Warthe) ist ein deutscher Botaniker und war Politiker und Funktionär der DDR-Blockpartei DBD. 

## Leben
Horst Göring ist der Sohn einer Bauernfamilie. Er wurde Landwirt, promovierte 1966 zum Dr. rer. nat. und war als wissenschaftlicher Aspirant an der Humboldt-Universität zu Berlin tätig. 1966 wurde er dort Dozent für Stoffwechselpsychologie der Pflanzen. Das Thema seiner Dissertation lautete Zur Problematik der pflanzlichen Stoffaufnahme. Inkorporation und Wirkungen exogener Kohlenhydrate.
Von 1963 bis 1971 war er als Berliner Vertreter Mitglied der Volkskammer der DDR.